# Olek (artista)
Olek, pseudonimo di Agata Oleksiak (Ruda Śląska, 5 aprile 1978), è un'artista polacca.
Oltre ad essere considerata una delle massime esponenti dello yarn bombing, Olek ha realizzato, nel corso della sua carriera, varie creazioni di fiber art, sculture, gonfiabili, e performance. Olek ha operato negli Stati Uniti, nel Regno Unito, in Germania, in Brasile, in Turchia, in Francia, in Italia, in Spagna, in Finlandia, in Svezia, in Polonia e in Costa Rica.

## Biografia

### Anni duemila

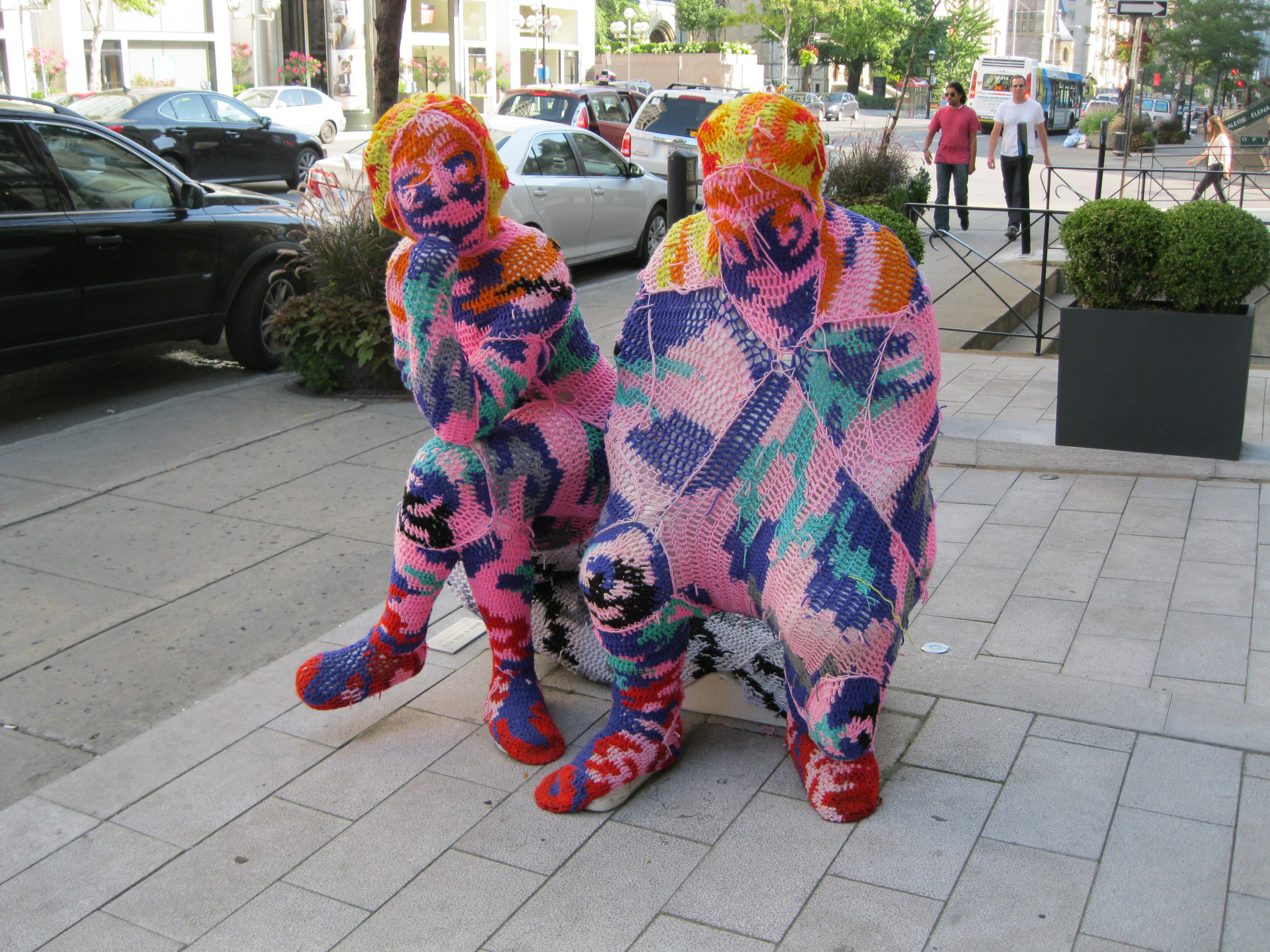
Yarn bombing di Olek (2012)

Nel 2000 Olek si laureò in studi culturali presso l'Università Adam Mickiewicz di Poznań, per poi frequentare il LaGuardia College, dove vinse il premio della scultura del National Arts Club. Le sue prime creazioni includevano sculture, costumi e gonfiabili.
Olek adoperò la tecnica dell'uncinetto per la prima volta nel 2003. Durante lo stesso anno, si trasferì negli USA e le sue opere ricevettero ottimi giudizi critici presso la Williamsburg Arts and Historical Society Surrealist.
Nel 2004, grazie al supporto di altre tre persone, Olek creò "un grande pezzo d'arte simile a una tenda fatto di strisce di stoffa, capelli, cassette e animali imbalsamati con la tecnica dell'uncinetto". La scultura Spill (2005), a cui venne dedicato un articolo sul Washington Post, era composta da 1300 palloncini sottili che, raggruppati, assumevano una forma simile a un intestino. In occasione della Biennale di Venezia del 2005, Oleksiak prese parte al progetto artistico "socialmente consapevole" The Waterways, durante il quale espose la sua Camouflage: un'opera realizzata a bordo di un vaporetto che affronta il tema dell'"androginia dell'identità fissa, della sessualità e della cultura".
A settembre e ottobre del 2005, Olek rivestì con la tecnica dell'uncinetto le finestre di una struttura bruciata e abbandonata situata vicino alla sua residenza artistica  di Utica (New York). Durante questo periodo, i costumi da lei realizzati per diversi spettacoli teatrali vennero acclamati dalla critica. Nonostante ciò, un suo spettacolo di danza inscenato in concomitanza all'esposizione di una delle sue sculture venne mal accolto.
Nel 2009 fu artista residente presso il brasiliano Instituto Sacatar. Ripeterà tale esperienza nel 2016.

### Anni duemiladieci
I primi abiti realizzati da Olek con l'uncinetto e che rivestono completamente il corpo (che l'artista definisce "sculture indossabili") vennero indossati per la prima volta durante una serie di happening tenuti nella metropolitana di New York avvenuti nel 2010.
Sempre nel 2010, avvenne la performance Painting to Shake Hands, ispirata al libro Grapefruit di Yoko Ono, e presentata al DUMBO. In tale occasione, i partecipanti indossavano gli abiti di Olek e stringevano la mano ad alcuni passanti facendo passare la mano attraverso una tela forata. Sempre Olek è autrice di Crocheted Grapefruit (2011) e Thank You for Your Visit, Have a Nice Day (2012). Quest'ultima, che venne tenuta sulla quattordicesima strada di Manhattan in concomitanza con l'Art in Odd Places:SIGN del 2009, era ispirata a un'insegna della metropolitana di Taipei raffigurante un uomo che regge un cartello con la scritta "tenetevi al corrimano".
La prima mostra personale dell'artista polacca Knitting is for Pus**** (2010) venne allestita presso la Christopher Henry Gallery, ove venne ricreato un appartamento i cui mobili, le pareti e i finti residenti erano ricoperti di filato. Furono necessari anni per portare a compimento l'installazione. Il valore stimato dell'opera era di 90.000 dollari.
Durante la fine del 2010, per omaggiare Arturo Di Modica, Olek rivestì di tessuto il Toro di Wall Street (1989), installato dall'artista italiano di fronte alla Borsa di New York senza permesso. Tuttavia, un custode dell'area rimosse l'abito dalla statua dopo solo due ore.
Olek fu artista residente del Workspace 2010-2011 presso il Lower Manhattan Cultural Council, ed espose le sue opere al Whitney Museum of American Art. Nel mese di maggio del 2011, Olek vinse un premio nella categoria Sculpture In Situ al secondo Urban Arts Awards.

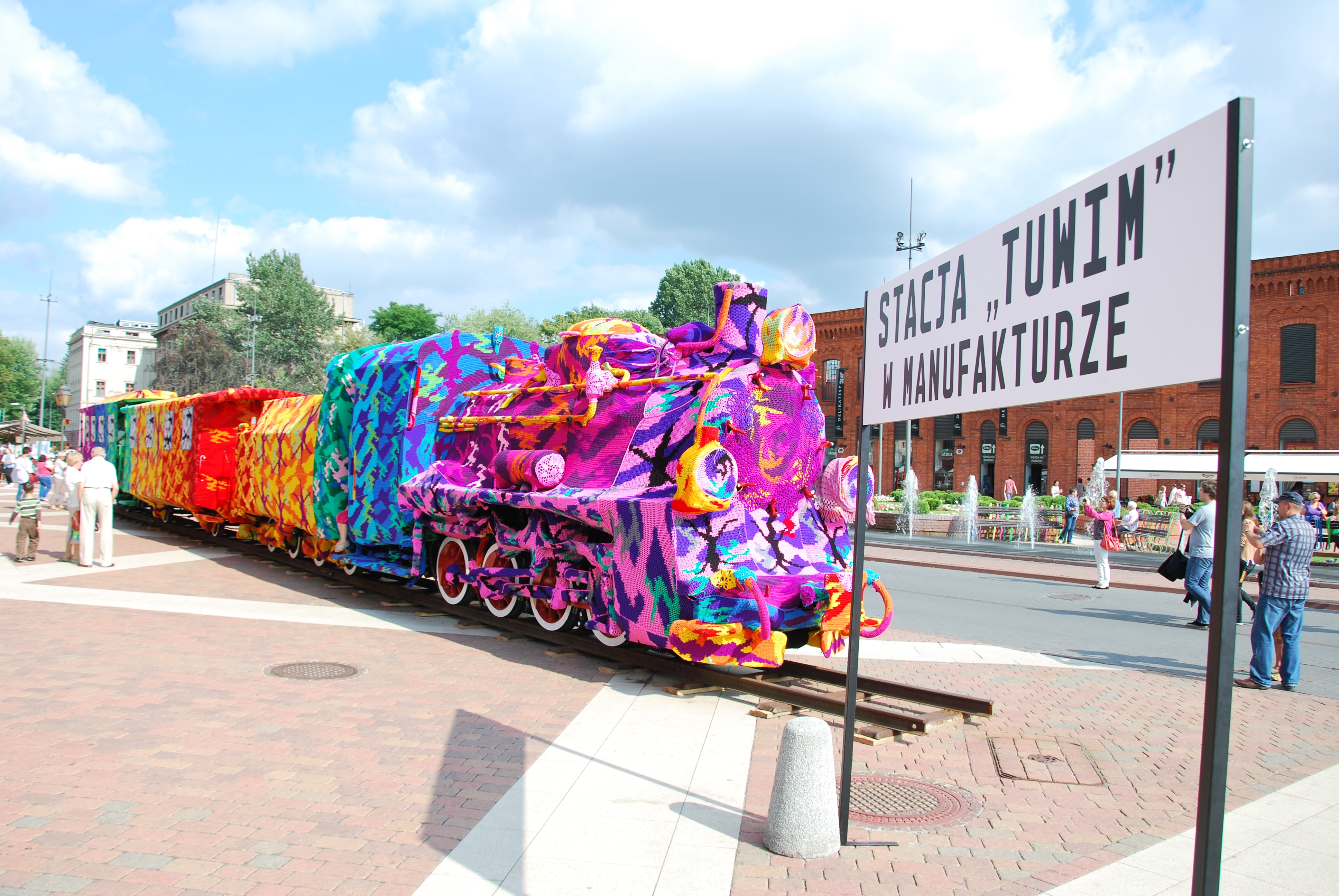
Deadly Romance (2013)

Nel mese di agosto del 2011, Olek tenne una mostra personale alla Jonathan LeVine Gallery. Nello stesso periodo, collaborò con la regista Gina Vecchione e la produttrice Michelle Price per creare un cortometraggio muto chiamato Yarnana (2012), attraverso una raccolta fondi finanziata su Kickstarter. Tale pellicola si baserebbe "esclusivamente su musiche, sound design ed espressioni fisiche potenti. I personaggi comunicano attraverso la danza moderna, la commedia fisica, la capoeira, le arti marziali, il poi, la danza del ventre, la breakdance, le acrobazie, la ginnastica e l'istinto dei cercatori di anime". Sebbene il finanziamento online non avesse raggiunto la quota sperata, Yarnana fu comunque terminato, e venne premiato a un festival cinematografico. Durante quell'anno, Olek tenne la sua prima personale nel Regno Unito intitolata I do not expect to be a mother but I do expect to die alone.
Oleksiak tornò a usare materiali differenti dal tessuto durante una mostra congiunta tenuta a New York e che la vide collaborare con David E. Peterson. Olek e Peterson adottarono migliaia di palloncini non completamente gonfi che, congiunti fra loro, formavano dei lunghi filamenti utilizzati per creare una struttura simile a una grotta all'interno della mostra. Sebbene, durante la creazione dell'installazione, molti palloncini scoppiassero e fosse quindi necessario sostituirli immediatamente per evitare che l'intera opera si disfacesse completamente, Olek asserì di apprezzare molto la natura effimera dell'opera. La struttura di palloncini doveva rappresentare "i momenti più felici della vita, che spesso sono impermanenti" ed era ispirata a un clown itinerante di nome Health Plus che frequentava i quartieri poveri di New York. Alcuni visitatori lamentarono l'odore pungente del lattice emanato dai palloncini.
Nel 2012, Olek venne selezionata assieme ad altri trentanove artisti quarantenni per esporre le sue opere in una mostra mirata a celebrare il quarantesimo anniversario dell'inaugurazione della Renwick Gallery di Washington. Durante l'anno seguente, lei rivestì una locomotiva Łódź e due vagoni ad essa collegati con la tecnica dello yarn bombing. L'opera venne intitolata Deadly Romance e dedicata al poeta Julian Tuwim.
Nel 2014, Olek partecipò a un'iniziativa artistica organizzata da PangeaSeed e che gettava una riflessione sulle minacce all'ecosistema oceanico. L'opera creata da Olek venne esposta al Museo Subacuático de Arte di Cancún e consisteva in una scultura a forma di bomba ricoperta da un sacco simile a un copriteiera. L'oggetto venne contestato dal museo perché ritenuto dannoso per l'ecosistema marino. Durante la kermesse di St+Art Delhi 2015, l'artista polacca ricoprì di filato un rifugio per donne a Delhi al fine di incitare la gente a riflettere sulla vita di coloro che vivono in condizioni di grande povertà.
Durante il mese di aprile del 2016, Olek drappeggiò la facciata del Virginia Museum of Contemporary Art con una gigantesca prima pagina del New York Times creata all'uncinetto, datata 2020 e riportante buone notizie a tema ecologico. Sempre nel 2016, grazie all'aiuto di rifugiati ucraini e siriani, lei rivestì di tessuto rosa due edifici di Avesta (Svezia) e Kerala (Finlandia). Riferendosi alla sua creazione, lei disse che "sebbene viviamo in tempi difficili, fatti di conflitti, guerre, e disastri naturali, mi piace pensare che sia anche un mondo pieno di amore". Il 3 novembre 2016, Olek e trentotto volontari affissero una coperta raffigurante il volto di Hillary Clinton e l'hashtag #ImWithHer nel New Jersey. Durante il mese di dicembre del 2016, Olek espose la sua You Can't Fool All The People, al MANA Wynwood di Miami.

## Filosofia

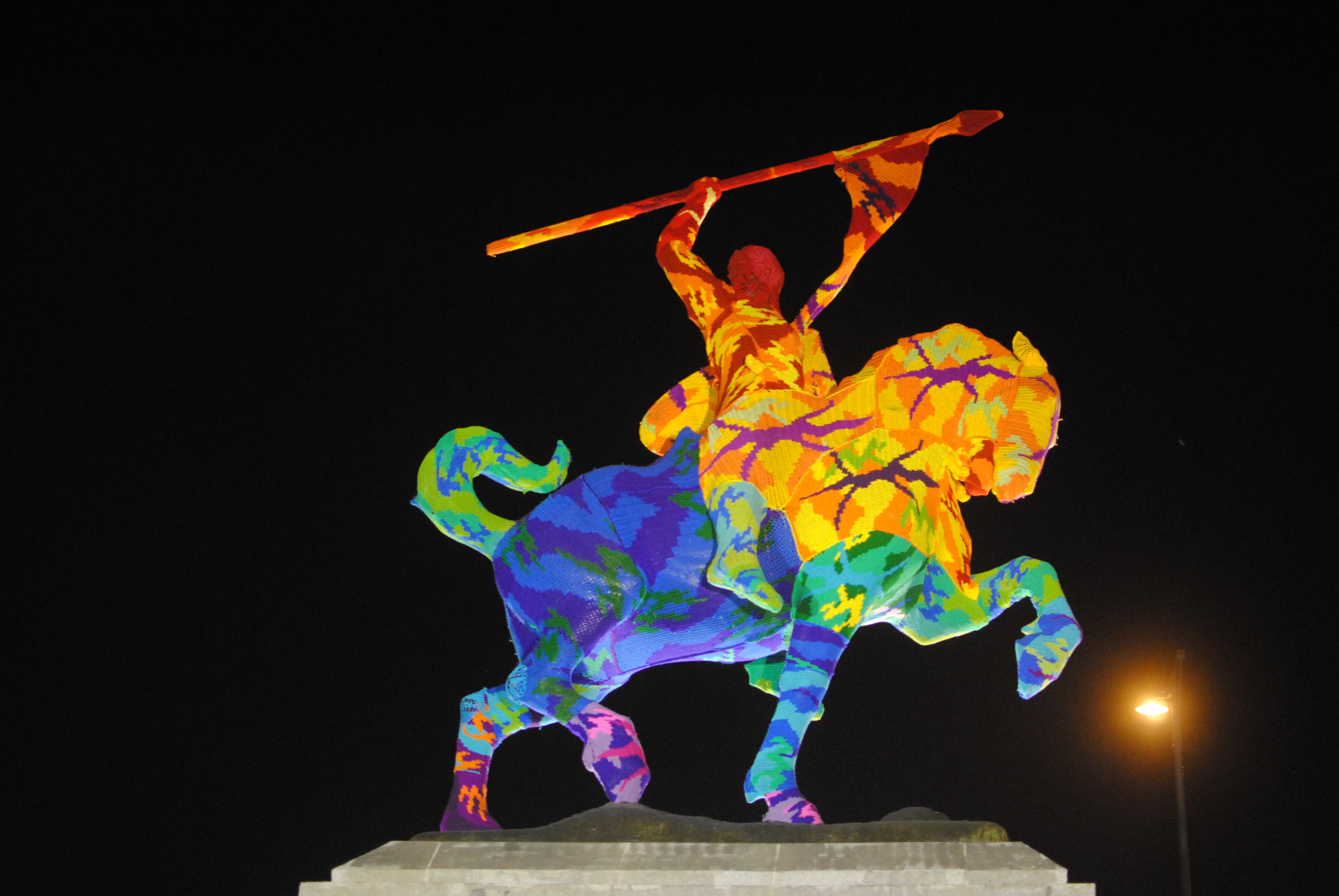
Cid Croché (2013)

Secondo la filosofia creativa di Olek, "la vita e l'arte sono inseparabili". Nel 2009, lei disse:

## Controversie
Il 6 ottobre 2011, mentre si trovava in compagnia di un uomo in un locale pubblico di Londra, Olek venne accusata di lesioni illecite, e lesioni illecite con l'intento di causare lesioni personali gravi, e le vennero imputati altri due capi di detenzione per aver esibito una lama in un luogo pubblico. Olek fu quindi costretta a portare con sé una cavigliera elettronica e a rimanere agli arresti domiciliari per oltre un mese, ma le fu permesso di tenere una mostra in Polonia. Durante il mese di settembre del 2012, mentre erano a Southwark Crown Court, Olek e l'uomo vennero giudicati non colpevoli di lesioni illegali con l'intento di causare lesioni personali gravi, ma ritenuti colpevoli di lesioni illegali; durante il mese di novembre dell'anno successivo vennero condannati al coprifuoco. Dopo aver scontato la pena, i due crearono un'opera con la tecnica dell'uncinetto che riportava la scritta kiss the future" on "5 block[s] of Hell in Vancouver e un grande stendardo con la stessa scritta in lingua polacca che venne esposta in una prigione di Katowice.